# Paul Winchell
Paul Winchell (ur. jako Pinkus Wilchinski później Wilchin 21 grudnia 1922 w Nowym Jorku, zm. 24 czerwca 2005 w Los Angeles) – amerykański brzuchomówca i aktor głosowy działający w latach 50. i w 60. Był też wynalazcą – twórcą pierwszego sztucznego serca, które opatentował i podarował Uniwersytetowi stanu Utah. W angielskiej wersji serialu animowanego Smerfy użyczył głosu postaci Gargamela, a także niektórym Smerfom. W 1979 roku dubbingował postać Fungo w serialu animowanym Casper i aniołki.
Syn Sol Wilchina i Clary Wilchin (z d. Fuchs), w 1974 roku ukończył szkołę medyczną Acupuncture Research College w Los Angeles. W 1959 roku ukończył studia na Uniwersytecie Columbia. Był trzykrotnie żonaty; z Dorothy Movitz, z którą ma syna lekarza i producenta filmowego Stacy'ego Paula Winchella, aktorką Niną Russel, z którą ma córkę komediantkę/aktorkę April Winchell (ur. 4 stycznia 1960), i Jean Freeman.